# سیارک ۱۶۲۵۳
سیارک ۱۶۲۵۳ (به انگلیسی: 16253 Griffis، نامگذاری:2000HJ52) شانزده هزار و دویست و پنجاه و سومین سیارک کشف شده‌است که در ۲۹ آوریل ۲۰۰۰ کشف شد.
قدر مطلق سیارک برابر ۲۰.۴ است.